# الزغبه
الزغبه (به عربی: الزغبة) یک منطقهٔ مسکونی در سوریه است که در استان حماه واقع شده‌است. الزغبه ۷۵۸ نفر جمعیت دارد.